# Сан-Феличе-а-Канчелло
Сан-Феличе-а-Канчелло (итал. San Felice a Cancello) — город в Италии, располагается в регионе Кампания, в провинции Казерта.
Население составляет 16 694 человека, плотность населения составляет 642 чел./км². Занимает площадь 26,78|abitanti = 16.694 км². Почтовый индекс — 81027. Телефонный код — 0823.
Покровителем коммуны почитается святой мученик Феликс Ноланский (San Felice Martire), празднование 14 января.